# Victor Ziga
Victor Ziga (Manilla, 30 september 1945 - Taguig, 31 januari 2021) was een Filipijns politicus. Ziga werd in 1984 gekozen in het Batasang Pambansa (parlement ten tijde van Ferdinand Marcos). Twee jaar later werd hij benoemd als minister van Algemene Zaken. In 1987 werd hij gekozen als senator. 

## Biografie
Victor Ziga werd geboren op 20 september 1945 in de Filipijnse hoofdstad Manilla. Ziga was de zoon van gouverneur van provincie Albay, Venancio Ziga en senator Tecla San Andres-Ziga. Hij studeerde aan de Ateneo de Manila University, de University of Santo Tomas en de University of California in de Verenigde Staten. In 1975 slaagde hij voor het toelatingsexamen van de Filipijnse balie.
Ziga werd in 1984 namens de provincie Albay gekozen in het Batasang Pambansa, het Filipijnse parlement ten tijde van het bewind van president Ferdinand Marcos. Als parlementslid was Ziga onder meer verantwoordelijk voor het National Rehabilitation Center tegen drugs, een verplichting voor middelbare scholen om te waarschuwen voor de gevaren van drugs en een verhoging van het minimumloon voor lagere schooldocenten. Na de val van Marcos door de EDSA-revolutie werd hij in 1986 benoemd tot  minister van Algemene Zaken in het kabinet van Corazon Aquino. 
Bij de verkiezingen van 1987 werd Ziga gekozen in de Senaat van de Filipijnen. Ziga was in 1991 een van de 12 senatoren die tegen een verlenging van de stationering van Amerikaanse militairen in de Filipijnen stemde, waardoor de grote Amerikaanse basissen Subic Bay Naval Base en Clark Air Base gesloten werden. Ziga was voorzitter van de Senaatscommissie voor Openbare Werken en Snelwegen en zat in nog 15 andere Senaatscommissies. Hij was verantwoordelijk voor 295 wetten en resoluties. 
Ziga overleed in 2021 op 75-jarige leeftijd in St. Luke's Medical Center. Hij was getrouwd met Carmen Olbes Velasco en kreeg met haar zes kinderen. Zijn zoon Victor Ziga jr. is ook politicus.